# 사랑은 흔적이 되어
《사랑은 흔적이 되어》는 1999년 12월 10일에 MBC에서 방영한 베스트극장이다.

## 줄거리
갑작스런 교통 사고로 남편과 사별하게 된 희재(박순천)는 남편과의 추억을 떠올리며 방황한다. 그러던 어느날 그녀 앞에 남편의 아이를 임신했다는 유숙(이주희)이 나타난다. 희재는 그 여자와 그녀 안에 있는 남편의 아이로 인해 아내로서의 자신과 사랑까지 모두 잃어 버리며 좌절해 간다. 그러나 그녀는 그 과정을 통해 사랑의 의미를 반추해 보게 되고 그 결과 삶에 대해 넉넉한 시선을 새로이 얻게 된다.

## 등장 인물

### 주요 인물
- 이주희 : 유숙 역
- 박순천 : 희재 역

### 그 외 인물
- 김혜영
- 이경순
- 손동운
- 전재룡
- 홍은희